# Женская Лига чемпионов ЕКВ 2003/2004
4-й розыгрыш женской Лиги чемпионов ЕКВ (44-й с учётом Кубка европейских чемпионов) проходил с 20 января по 21 марта 2004 года с участием 15 клубных команд из 12 стран-членов Европейской конфедерации волейбола. Финальный этап был проведён в Ла-Лагуне (Канарские острова, Испания). Победителем турнира впервые в истории главного женского клубного турнира Европы стала команда из Испании — «Тенерифе Маричаль» (Ла-Лагуна).

## Система квалификации
12 из 15-ти мест в Лиге чемпионов 2003—2004 были распределены по результатам группового раунда предыдущего розыгрыша. Согласно ему право заявить своих участников получили страны, чьи команды стали призёрами групповых турниров Лиги 2002—2003. По 2 команды заявили Италия, Испания, Сербия и Черногория, по одной — Россия, Турция, Франция, Польша, Азербайджан и Венгрия. Ещё три места в Лиге по спецприглашению (wild card) ЕКВ получили Хорватия, Словения и Швейцария.

## Команды-участницы
| Страна              | Команда                                |                                      |
| ------------------- | -------------------------------------- | ------------------------------------ |
| Италия              | «Сирио» (Перуджа)                      | Чемпион Италии 2003                  |
| Италия              | «Асистел Воллей» (Новара)              | 2-й призёр чемпионата Италии 2003    |
| Испания             | «Отель Кантур» (Лас-Пальмас)           | Чемпион Испании 2003                 |
| Испания             | «Тенерифе Маричаль» (Ла-Лагуна)        | 2-й призёр чемпионата Испании 2003   |
| Сербия и Черногория | «Црвена Звезда» (Белград)              | Чемпион Югославии 2003               |
| Сербия и Черногория | «Единство» (Ужице)                     | 2-й призёр чемпионата Югославии 2003 |
| Россия              | «Уралочка»-НТМК (Свердловская область) | Чемпион России 2003                  |
| Турция              | «Эджзаджибаши» (Стамбул)               | Чемпион Турции 2003                  |
| Польша              | «Сталь» (Бельско-Бяла)                 | Чемпион Польши 2003                  |
| Франция             | «Расинг Клуб де Канн» (Канны)          | Чемпион Франции 2003                 |
| Азербайджан         | «Азеррейл» (Баку)                      | Сильнейшая команда Азербайджана      |
| Венгрия             | «Титас-Ньиредьхаза» (Ньиредьхаза)      | Чемпион Венгрии 2003                 |
| Хорватия            | «Младост» (Загреб)                     | Чемпион Хорватии 2003                |
| Швейцария           | «Цайлер» (Кёниц)                       | Чемпион Швейцарии 2003               |
| Словения            | «Нова-КБМ-Браник» (Марибор)            | Чемпион Словении 2003                |

## Система проведения розыгрыша
Соревнования состоят из предварительного этапа, плей-офф и финального этапа. На предварительном этапе 15 команд-участниц разбиты на 5 групп. В группах команды играют с разъездами в два круга. В плей-офф выходят победители групп и две команды из занявших в группах вторые места. Из числа команд, вышедших в плей-офф, выбирается хозяин финального этапа и допускается непосредственно в финальный раунд розыгрыша.
6 команд-участниц плей-офф делятся на пары и проводят между собой по два матча с разъездами. Победителем пары выходит команда, одержавшая две победы. В случае равенства побед победителем пары становится команда, имеющая лучшее соотношение партий по итогам двух встреч.
Финальный этап проводится в формате «финала четырёх» — полуфинал и два финала (за 3-е и 1-е места). В нём принимают участие хозяин финала и три лучшие команды по итогам плей-офф.

## Предварительный этап
20.01—4.02.2004

### Группа А
| М | Команда                 | 1   | 2       | 3       | И | В | П | С/П  | О |
| - | ----------------------- | --- | ------- | ------- | - | - | - | ---- | - |
| 1 | «Асистел Воллей» Новара |     | 3:0     | 3:0     | 4 | 4 | 0 | 12:0 | 8 |
| 2 | «Црвена Звезда» Белград | 0:3 |         | 3:2 3:1 | 4 | 2 | 2 | 6:9  | 6 |
| 3 | «Цайлер» Кёниц          | 0:3 | 2:3 1:3 |         | 4 | 0 | 4 | 3:12 | 4 |

21.01: Цайлер — Црвена Звезда 2:3 (25:20, 25:14, 23:25, 23:25, 13:15).
22.01: Цайлер — Асистел Воллей 0:3 (23:25, 20:25, 23:25).
27.01: Црвена Звезда — Асистел Воллей 0:3 (16:25, 14:25, 18:25).
28.01: Црвена Звезда — Цайлер 3:1 (25:23, 17:25, 25:16, 25:19).
3.02: Асистел Воллей — Цайлер 3:0 (25:19, 25:18, 25:16).
4.02: Асистел Воллей — Црвена Звезда 3:0 (25:9, 25:23, 25:21).

### Группа В
| М | Команда                    | 1   | 2       | 3       | И | В | П | С/П  | О |
| - | -------------------------- | --- | ------- | ------- | - | - | - | ---- | - |
| 1 | «Азеррейл» Баку            |     | 3:0     | 3:0     | 4 | 4 | 0 | 12:0 | 8 |
| 2 | «Отель Кантур» Лас-Пальмас | 0:3 |         | 3:0 3:1 | 4 | 2 | 2 | 6:7  | 6 |
| 3 | «Нова-КБМ-Браник» Марибор  | 0:3 | 0:3 1:3 |         | 4 | 0 | 4 | 1:12 | 4 |

21.01: Нова-КБМ-Браник — Отель Кантур 0:3 (17:25, 15:25, 18:25).
22.01: Нова-КБМ-Браник — Азеррейл 0:3 (21:25, 18:25, 17:25).
27.01: Отель Кантур — Азеррейл 0:3 (29:31, 15:25, 20:25).
28.01: Отель Кантур — Нова-КБМ-Браник 3:1 (25:20, 21:25, 25:12, 25:20).
3.02: Азеррейл — Нова-КБМ-Браник 3:0 (25:13, 25:16, 25:18).
4.02: Азеррейл — Отель Кантур 3:0 (31:29, 25:23, 25:18).

### Группа С
| М | Команда                           | 1       | 2       | 3       | И | В | П | С/П  | О |
| - | --------------------------------- | ------- | ------- | ------- | - | - | - | ---- | - |
| 1 | «Тенерифе Маричаль» Ла-Лагуна     |         | 2:3 3:0 | 3:0     | 4 | 3 | 1 | 11:3 | 7 |
| 2 | «Уралочка»-НТМК Свердловская обл. | 3:2 0:3 |         | 3:1 3:0 | 4 | 3 | 1 | 9:6  | 7 |
| 3 | «Титас-Ньиредьхаза» Ньиредьхаза   | 0:3     | 1:3 0:3 |         | 4 | 0 | 4 | 1:12 | 4 |

21.01: Титас-Ньиредьхаза — Уралочка-НТМК 1:3 (25:23, 21:25, 11:25, 18:25).
22.01: Титас-Ньиредьхаза — Тенерифе Маричаль 0:3 (18:25, 23:25, 15:25).
27.01: Уралочка-НТМК — Тенерифе Маричаль 3:2 (20:25, 25:17, 23:25, 25:16, 15:10).
28.01: Уралочка-НТМК — Титас-Ньиредьхаза 3:0 (25:19, 25:23, 25:14).
3.02: Тенерифе Маричаль — Титас-Ньиредьхаза 3:0 (25:13, 25:12, 25:17).
4.02: Тенерифе Маричаль — Уралочка-НТМК 3:0 (25:14, 25:12, 25:16).

### Группа D
| М | Команда                | 1       | 2       | 3   | И | В | П | С/П  | О |
| - | ---------------------- | ------- | ------- | --- | - | - | - | ---- | - |
| 1 | «Сирио» Перуджа        |         | 3:1 3:2 | 3:0 | 4 | 4 | 0 | 12:3 | 8 |
| 2 | «Эджзаджибаши» Стамбул | 1:3 2:3 |         | 3:0 | 4 | 2 | 2 | 9:6  | 6 |
| 3 | «Младост» Загреб       | 0:3     | 0:3     |     | 4 | 0 | 4 | 0:12 | 4 |

21.01: Младост — Сирио 0:3 (16:25, 18:25, 21:25).
22.01: Младост — Эджзаджибаши 0:3 (19:25, 20:25, 21:25).
27.01: Сирио — Эджзаджибаши 3:1 (25:20, 14:25, 25:23, 25:16).
28.01: Сирио — Младост 3:0 (25:20, 25:14, 25:18).
3.02: Эджзаджибаши — Младост 3:0 (25:13, 25:19, 25:13).
4.02: Эджзаджибаши — Сирио 2:3 (25:22, 25:22, 25:27, 20:25, 14:16).

### Группа E
| М | Команда                     | 1   | 2       | 3       | И | В | П | С/П  | О |
| - | --------------------------- | --- | ------- | ------- | - | - | - | ---- | - |
| 1 | «Расинг Клуб де Канн» Канны |     | 3:1     | 3:0     | 4 | 4 | 0 | 12:0 | 8 |
| 2 | «Сталь» Бельско-Бяла        | 1:3 |         | 3:1 3:0 | 4 | 2 | 2 | 6:6  | 6 |
| 3 | «Единство» Ужице            | 0:3 | 1:3 0:3 |         | 4 | 0 | 4 | 0:12 | 4 |

21.01: Единство — Сталь 1:3 (17:25, 25:15, 19:25, 17:25).
22.01: Единство — РК де Канн 0:3 (19:25, 17:25, 15:25).
27.01: Сталь — РК де Канн 1:3 (25:18, 19:25, 23:25, 13:25).
28.01: Сталь — Единство 3:0 (25:17, 25:17, 25:15).
3.02: РК де Канн — Единство 3:0 (25:22, 25:16, 25:13).
4.02: РК де Канн — Сталь 3:1 (25:20, 25:22, 21:25, 25:22).

### Итоги
По итогам предварительного этапа в плей-офф вышли победители групп и две лучшие команды из числа зангявших вторые места. Хозяином финального этапа выбрана команда «Тенерифе Маричаль» (Ла-Лагуна), получившая прямой допуск в финал четырёх.

## Плей-офф
24.02—3.03.2004
 «Сирио» (Перуджа) —  «Асистел Воллей» (Новара)
24 февраля. 3:0 (25:22, 26:24, 29:27).
3 марта. 3:1 (17:25, 25:21, 25:21, 25:20).
 «Азеррейл» (Баку) —  «Эджзаджибаши» (Стамбул)
25 февраля. 3:1 (25:19, 25:20, 21:25, 25:23).
3 марта. 3:1 (23:25, 26:24, 25:21, 25:23).
 «Расинг Клуб де Канн» (Канны) —  «Уралочка»-НТМК (Екатеринбург)
25 февраля. 3:0 (25:18, 25:21, 25:21).
3 марта. 3:1 (25:21, 25:18, 17:25, 25:23).

## Финал четырёх
20—21 марта 2004.  Ла-Лагуна.
Участники:
 «Тенерифе Маричаль» (Ла-Лагуна) 

 «Сирио» (Перуджа)

 «Расинг Клуб де Канн» (Канны)

 «Азеррейл» (Баку)

### Полуфинал
20 марта
 «Сирио» —  «Расинг Клуб де Канн»
3:0 (28:26, 25:17, 25:20)
 «Тенерифе Маричаль» —  «Азеррейл»
3:0 (25:16, 26:24, 25:20)

### Матч за 3-е место
21 марта
 «Расинг Клуб де Канн» —  «Азеррейл»
3:1 (24:26, 25:23, 28:26, 25:18)

### Финал
| 21 марта 2004 | \| «Тенерифе Маричаль» (Ла-Лагуна) \| 3:2 \| «Сирио» (Перуджа) \| \| Ромина Ламас Елена Година Ингрид Виссер Марина Дубинина Юлия Свистина Магалис Карвахаль Эстер Лопес (либеро) Грегория Дорта Сусана Родригес \| Голы \| Нэнси Метколф Мирка Франсия Таисмари Агуэро Дорота Свеневич Симона Джоли Ирина Кириллова Паола Кроче (либеро) Карина Осасио Кьяра Арканджели Кьяра Ди Юлио Валерия Марлетта \| | Ла-Лагуна Pabellon Insular Santiago Martin Зрителей: 5000 |
| Счёт по партиям — 20:25, 25:21, 25:19, 21:25, 15:7. Судьи: Франс Лодерус, Ярмо Салонен.                                                     | | |
| «Тенерифе Маричаль» (Ла-Лагуна) | 3:2 | «Сирио» (Перуджа) |
| Ромина Ламас Елена Година Ингрид Виссер Марина Дубинина Юлия Свистина Магалис Карвахаль Эстер Лопес (либеро) Грегория Дорта Сусана Родригес | Голы | Нэнси Метколф Мирка Франсия Таисмари Агуэро Дорота Свеневич Симона Джоли Ирина Кириллова Паола Кроче (либеро) Карина Осасио Кьяра Арканджели Кьяра Ди Юлио Валерия Марлетта |

### Итоги

#### Положение команд
| «Тенерифе Маричаль» (Ла-Лагуна) |
| «Сирио» (Перуджа)               |
| «Расинг Клуб де Канн» (Канны)   |
| 4. «Азеррейл» (Баку)            |

#### Призёры
«Тенерифе Маричаль» (Ла-Лагуна): Сусана Родригес Гонсалес, Грегория Дорта Ледесма, Ромина Ламас Герен, Ребека Серрано Ромеро, Марина Дубинина, Мауриция Каччатори, Ингрид Виссер, Юлия Свистина, Магалис Карвахаль Ривера, Елена Година, Сиомара Диас Родригес, Эстер Лопес Арройо. Главный тренер — Авитал Селинджер.
  «Сирио» (Перуджа): Карина Окасио Клементе, Паола Кроче, Дорота Свеневич, Ирина Кириллова, Кьяра Арканджели, Кьяра Ди Юлио, Симона Джоли, Таисмари Агуэро Лейва, Мирка Франсия Васконселос, Катя Монтейро, Валерия Марлетта, Нэнси Метколф. Главный тренер — Массимо Барболини.
  «Расинг Клуб де Канн» (Канны): Александра Фомина, Карин Салинас, Виктория Равва, Катержина Букова, Андреа Негру, Олеся Кулакова, Елена Лозанчич, Вендула Адлерова, Рийкка Лехтонен, Ангелика Люнгквист, Мао Цзулань, Симона Риньери. Главный тренер — Янь Фан.

#### Индивидуальные призы
MVP: Елена Година («Тенерифе Маричаль»)
Лучшая нападающая: Виктория Равва («РК де Канн»)
Лучшая блокирующая: Ингрид Виссер («Тенерифе Маричаль»)
Лучшая на подаче: Таисмари Агуэро («Сирио»)
Лучшая связующая: Ирина Кириллова («Сирио»)
Лучшая либеро: Эстер Лопес Арройо («Тенерифе Маричаль»)